# Molucksalangan
Molucksalangan (Aerodramus infuscatus) är en fågel i familjen seglare.

## Utbredning och systematik
Molucksalanganen delas in i tre underarter med följande utbredning:
- Aerodramus infuscatus infuscatus – förekommer på Sangihe och Siau (norr om nordöstra Sulawesi) samt i norra Moluckerna
- Aerodramus infuscatus sororum – förekommer på centrala, södra och sydöstra Sulawesi med närliggande öar
- Aerodramus infuscatus ceramensis – förekommer på Buru och Seram

## Status
IUCN kategoriserar arten som livskraftig.